# ホーエンツォレルン城

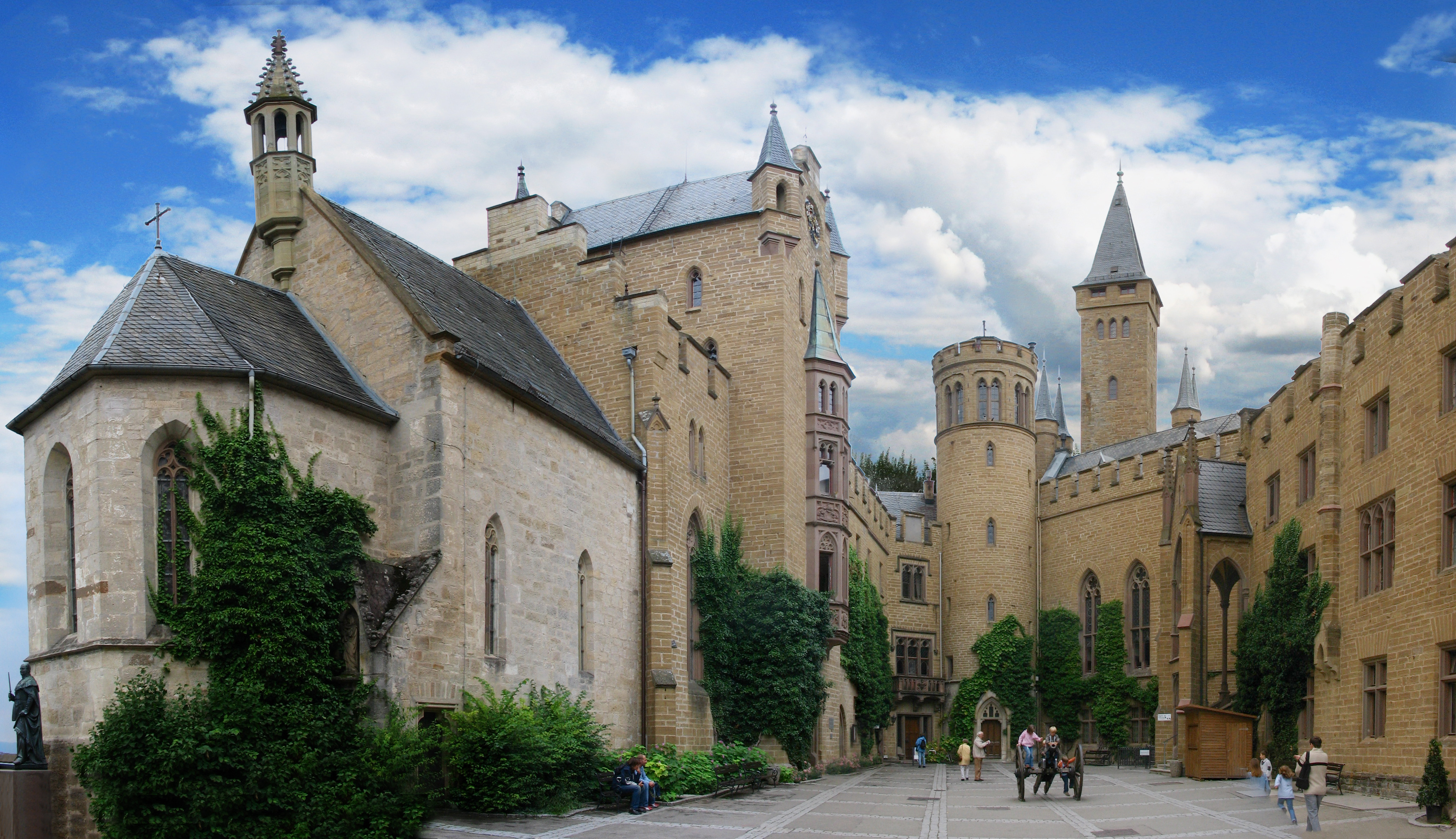
城の中庭、左は聖ミカエル礼拝堂

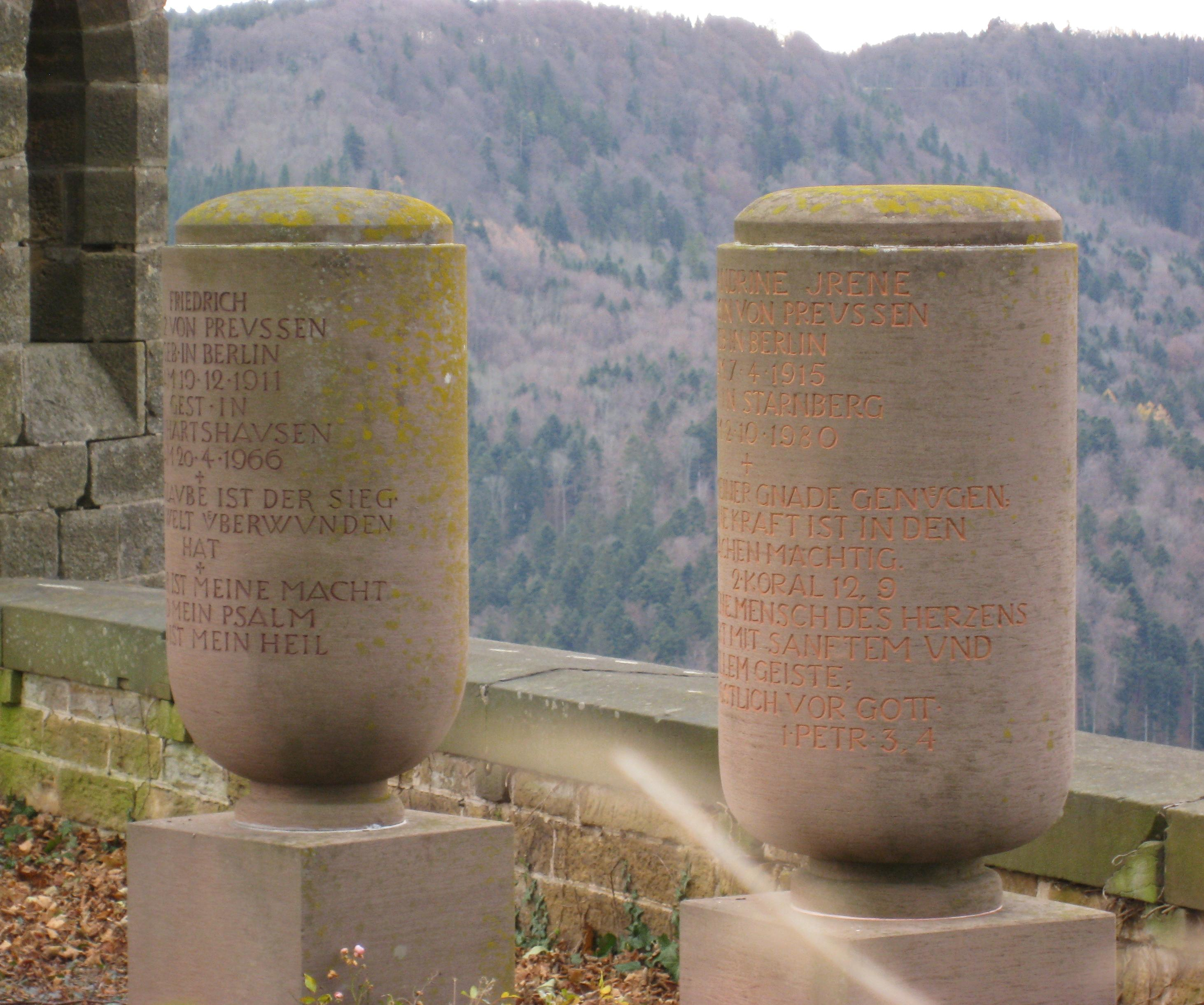
フリードリヒとアレクサンドリーネの墓

ホーエンツォレルン城（ホーエンツォレルンじょう、ドイツ語： Burg Hohenzollern）は、ドイツ帝国（ドイツ第二帝国）の皇帝家ホーエンツォレルン家の発祥の地に建つ城である。
ドイツ連邦共和国シュヴァーベン地方のバーデン＝ヴュルテンベルク州のテュービンゲン行政管区（県）ツォレルンアルプ郡ヘヒンゲン市の南、海抜855メートルのホーエンツォレルン山の頂に建てられた城である。現在の城は三代目で、フリードリヒ・ヴィルヘルム4世がプロイセン王になる前の太子であった時に再建を決め、没後の1867年に完成したものである。
現在は、毎年30万人以上が訪れる観光地となっている。2016年の映画「キュア 〜禁断の隔離病棟〜」、2017年のTVドラマ「ミルドレッドの魔女学校」の撮影に使用された。そのほか、コンサートや結婚式場など各種イベントが行われている。

## ホーエンツォレルン＝ヘヒンゲン家と空中楼閣
ホーエンツォレルン家については11世紀までしかさかのぼれない。ホーエンツォレルン家の元の名であるツォレルン家の名は1061年にベルトルト・フォン・ライヒェナウの年代記に初めて現れる。
シュヴァーベンの一部を支配するのはツォレルン伯爵であった。1218年（または1214年）にツォレルン家は領地の分割を行って長男のコンラート1世がフランケンの領地とニュルンベルク城伯の地位を得て後のプロイセン王国の王家の祖となる一方、次男のフリードリヒ2世はシュヴァーベンの領地とツォレルン伯爵の地位を得た。
この血統は後にホーエンツォレルン＝ヘヒンゲン家と呼ばれる。シュヴァーベンの空中楼閣 Castro Zolreについて1267年に言及されていることから、この頃にはツォレルン城はできていてツォレルン＝ヘヒンゲン家の城であった。14世紀にツォレルン家をホーエンツォレルン家と改め、城名もツォレルン城からホーエンツォレルン城となる。
この城は1423年には完全に破壊されている。その後再建され、三十年戦争では要塞として使用された。その後は所有する城主が何度も代わっている。
同時にホーエンツォレルン＝ヘヒンゲン家はプロテスタントに改宗せずカトリックのままで通していたが、ドイツ帝国成立直前の1869年に断絶した。

## 歴史
最初の城
建設された時期は不明、 11世紀頃から1267年の間には既に建てられていた。1423年にシュヴァーベン帝国自由都市から来た部隊に包囲占領され、完全に破壊された。
二代目の城
1454年に、強固な城として建設が開始された。三十年戦争の中頃の1634年にヴュルテンベルク軍に占領され、約1世紀にわたって神聖ローマ帝国のハプスブルク家の城となる。オーストリア継承戦争の1744年の冬から1745年にフランス軍によって占領される。戦後、ハプスブルク家の手に戻ったが、1798年にオーストリア人の最後の所有者が城を去った後は放置され廃墟となった。19世紀初頭までは、聖ミカエル礼拝堂のみ利用可能であった。
三代目の城
フリードリヒ・ヴィルヘルム4世が1819年のドイツ南端を通るイタリアへの旅行中、自らのルーツを見つめなおし、城を再建する要求にかられ再建を決めた。

## 埋葬者
ホーエンツォレルン城のザンクト・ミヒャエル稜堡に埋葬されている人物の一覧
- ツェツィーリエ・ツー・メクレンブルク＝シュヴェリーン
- キーラ・キリロヴナ
- キーラ・フォン・プロイセン（英語版）
- フーベルトゥス・フォン・プロイセン
- ヴィルヘルム・フォン・プロイセン (1882-1951)
- フリードリヒ・フォン・プロイセン (1911-1966)
- アレクサンドリーネ・フォン・プロイセン (1915-1980)
- ルイ・フェルディナント・フォン・プロイセン (1907-1994)